# Kanotix
Kanotix, también conocido como KANOTIX, es un sistema operativo basado en Debian, con detección de hardware avanzada.Puede ejecutarse desde una unidad de disco óptico u otro medio, es decir, una memoria USB sin usar una unidad de disco duro.
Kanotix usa KDE Software Compilation como el entorno de escritorio predeterminado. Desde 2013, las versiones más recientes poseen a LXDE como un segundo entorno de escritorio liviano. A diferencia de otras distribuciones de Linux similares, Kanotix es un rolling release. Las compilaciones nocturnas son compilaciones automatizadas todas las noches del último código de desarrollo de KANOTIX y con los últimos paquetes de los repositorios. El nombre "Kanotix" se deriva del apodo Kano del fundador. La mascota de Kanotix es un Anoplogaster cornuta.

## Contenido
Kanotix se basa en la versión estable más reciente de Debian. También proporciona sus propios paquetes y scripts y muchos backports.
Kanotix también proporciona un núcleo optimizado con parches adicionales.
Kanotix incluye alrededor de 1.500 paquetes de software, entre otros:
- KDE Software Compilation, el entorno de escritorio predeterminado, y LXDE la versión ligera.
- Amarok, Video Disk Recorder
- Software de acceso a Internet, incluido KDE NetworkManager, KPPP dialer, controlador LAN inalámbrica y NdisWrapper.
- Firefox, Thunderbird, Pidgin.
- K3b, GIMP, Inkscape.
- GParted.
- LibreOffice.
- NTFS-3G.
- Instalación automática de controladores gráficos con nvidia y fglrx-scripts con soporte dkms.
- Scripts para soporte multimedia adicional (versiones actuales de mplayer)
- Wine (Software) actualizado a las versiones más recientes

## Uso
Kanotix está diseñado para uso multipropósito para que pueda usarse en modo en vivo en diferentes tipos de medios (DVD, disco duro y unidad flash USB) e incluye una herramienta de instalación para instalar Kanotix en el disco duro. 
La distribución se lanza con el kernel más reciente, cuidadosamente parcheado con correcciones y controladores para la mayoría del hardware moderno. Kanotix es una herramienta ideal para realizar pruebas, recuperar datos o trabajar y navegar y enviar correos de forma segura en diferentes máquinas, por ejemplo, en un cibercafé.

### Modo Live
El modo Live le permite funcionar sin ninguna instalación. Como Kanotix viene con soporte unionfs y aufs, uno puede "instalar" paquetes adicionales usando APT (a través de una conexión a Internet).
Para los usuarios de USB, el llamado "modo persistente" permite guardar los cambios de datos en el dispositivo de almacenamiento USB y los datos almacenados y la configuración personalizada se pueden usar nuevamente en los siguientes arranques. El uso de una unidad flash USB (cuando es compatible con BIOS) es, por supuesto, mucho más rápido que arrancar desde un CD o DVD.

### Instalación
Kanotix se puede instalar en el disco duro mediante el instalador (gráfico) de acritoxina, que, según la unidad óptica, el disco duro y la velocidad del procesador, puede tardar entre 10 y 20 minutos.
El acritoxinstaller es un frontend de KDE/Qt y un backend de bash y viene con una interfaz fácil de usar y varias funciones avanzadas: p. Compatibilidad con LVM, compatibilidad con dmraid, partición automática (incluida la compatibilidad con ntfsresize), instalación en discos duros USB.
Kanotix se puede instalar en el disco duro mediante el instalador (gráfico) de acritoxinstaller, que, según la unidad óptica, el disco duro y la velocidad del procesador, puede tardar entre 10 y 20 minutos.
acritoxinstaller es un frontend de KDE/Qt y un backend de bash y viene con una interfaz fácil de usar y varias funciones avanzadas: Por ejemplo, compatibilidad con LVM, compatibilidad con dmraid, partición automática (incluida la compatibilidad con ntfsresize), instalación en discos duros USB.

## Versiones

### Historia (2003–2006)
La distribución derivada de "Kano's Scriptpage for Knoppix". 
Escribió sobre Knoppix: "Me gusta mucho, pero tenía que mejorarlo :)".
Una de las principales diferencias con Knoppix fue el soporte de la instalación del disco duro. La primera vista previa de Kanotix se lanzó el 24 de diciembre de 2003 "KANOTIX XMAS 2003 PREVIEW".
En 2004 y 2005, KANOTIX tuvo una clasificación de distribución popular en el top 20 de distrowatch.com
En 2004, los lanzamientos se denominaron "Bug Hunter"' (Bug Hunter-01-2004 - X-2004).
Después de problemas con la estabilidad en 2006, Jörg "Kano" Schirottke decidió pasar de Debian Sid a una base menos volátil.
El co-desarrollador y otros miembros del equipo de Kanotix querían quedarse con Debian-Sid y abandonaron el proyecto para iniciar sidux, una nueva distribución basada en Debian sid. La última versión de Kanotix basada en Debian Sid fue 2006-01-RC4.

### Versiones basadas en Debian stable (2007 – actual)

#### Kanotix-Thorhammer-Release 2007
El primer lanzamiento basado en Debian estable fue Kanotix-Thorhammer en 2007. Después del lanzamiento de Debian-Etch en abril de 2007, Kanotix ya no era compatible con Debian Sid. Por lo tanto, se proporcionó un Cómo, "Pasos para actualizar correctamente", para mover una instalación de KANOTIX a la nueva base mediante una actualización dist-upgrade.
Tras 3 meses de desarrollo y varias betas se lanza la nueva Kanotix-2007-Thorhammer-RC6 la cual estaba disponible públicamente para su descarga. La última versión publicada fue Kanotix-2007-Thorhammer-RC7.
El "desarrollo en 2008" incluyó actualizaciones continuas del núcleo y muchas versiones posteriores en el repositorio de Thorhammer.
Algunos de los paquetes adicionales fueron adaptaciones para netbooks y notebooks. Un backport adicional destacado fue OpenOffice.org 3.2.x

#### Kanotix-Excalibur-2010
La versión estable (antigua) 2010 Kanotix-Excalibur estaba basada en Debian 5 ("Lenny") y se había comparado con Thorhammer con algunos cambios básicos (basada en Debian-Live, gestor de arranque Grub2). Además, Kanotix-Excalibur estaba disponible para arquitectura de 32 y 64 bits y una iso 2 en 1 con ambas. Además, hay disponibles versiones de Kanotix Excalibur 2010 KDE4 (KDE SC 4.3.2) y un DVD.iso "todo en uno". Kanotix-Excalibur contiene los núcleos de Ubuntu 2.6.32-BFS más actualizados con parches especiales. Durante el desarrollo, la mayoría de Kanotix-Excalibur-test.iso no se publicaron, pero la comunidad pudo acceder a ellos. A first "Preview"-Version was published on 27 de diciembre de 2009. 
El Kanotix-Excalibur-2010 final fue lanzado el 8 de junio de 2010, justo a tiempo para LinuxTag 2010.

#### Kanotix-Hellfire-2011-2012
La siguiente versión estable, cuyo nombre en clave es Kanotix-Hellfire, está basada en Debian 6 ("Squeeze"). Viene con KDE Software Compilation 4 para arquitectura de 32 bits y 64 bits y una marca completamente nueva, nuevo kernel (2.6.38), LibreOffice 3.3.2 y más
Se lanzó una versión actualizada Kanotix-Hellfire 2011-05 con la presentación del proyecto en LinuxTag 2011 en Berlín. y nuevamente con la versión Kanotix-Hellfire 2012-05 un año después durante el LinuxTag 2012
Con las llamadas "GFX overlays" que permiten utilizar el controlador de gráficos 3D Nvidia o ATI en modo en vivo, Kanotix-Hellfire ofrece esta nueva función por primera vez.

#### Kanotix-Dragonfire-2012-2014
Esta versión, ("ols-stable") con nombre en clave Kanotix-Dragonfire está basada en Debian 7 ("Wheezy"). Se ofreció una vista previa de esta versión de Kanotix en LinuxTag 2012 en varias versiones de 32 y 64 bits. También se agregó un nuevo repositorio para Kanotix-Dragonfire con paquetes KDE4.8 respaldados (amd64 e i386).
Las nuevas funciones de Kanotix-Dragonfire son: arranque desde/con DVD, USB, UEFI (PC, Intel Mac), un ImageWriter de memoria USB integrado para Mac OS X y la memoria USB con Hybrid-ISO ahora se pueden hacer persistentes desde el sistema en vivo.
El 14 de febrero de 2013 se anunció una vista previa del lanzamiento actual "Kanotix-acritox-trialshot". Se lanzó una edición especial "CeBIT" "como demostración de tecnología" el 8 de marzo de 2013.
Se anunció un nuevo Kanotix-Dragonfire oficial de LinuxTag 2013 en Berlín. Además de KDE como entorno de escritorio predeterminado, la nueva versión incluye LXDE como segundo entorno de escritorio ligero.
En la versión especial de KDE, los controladores de gráficos 3D adicionales de nvidia y AMD y el cliente Steam ya están preinstalados.
En LinuxTag 2014 en Berlín se presentó una versión actualizada del Kanotix estable.

#### Kanotix-Spitfire-2014-2016
Kanotix Spitfire está basado en Debian 8 ("Jessie"). Se ofrecieron para descargar varias imágenes de Kanotix-LinuxTag para 32 y 64 bits.

Después del lanzamiento de Debian GNU/Linux 8.0 (2015-04-26), un reinicio de "nightly builds" con la versión oficial del kernel de Debian 3.16.7 inició Kanotix-Spitfire como un " rolling release" del establo actual Kanotix. Las imágenes son mantenidas por el desarrollador Kano y se ofrecen para su descarga. "Kanotix Downloads" y en kanotix.acritox.com
La última modificación Kanotix de Kanotix-Spitfire se presentó en OpenRheinRuhr 2015 en Oberhausen.

#### Kanotix-Steelfire-2017-2019
Kanotix Steelfire se basa en la versión estable actual de Debian 9 ("Stretch").
Dos meses después del lanzamiento de Debian GNU/Linux 9.0 (2017-06-17), se publicaron las primeras imágenes ISO de Kanotix-steelfire-nightly-LXDE. La modificación de KDE de Kanotix-Spitfire fue lanzada y presentada más tarde en OpenRheinRuhr 2017 en Oberhausen. (2017-11-4/5)
Todas las imágenes de "Kanotix-Steelfire" están disponibles en versiones KDE y LXDE en 32 y 64 bits.

#### Kanotix-Silverfire-2019-2020
Kanotix-Silverfire está basado en Debian 10 ("Buster"). Al igual que su base Debian, Kanotix-Silverfire estaba en el modo de "prueba". Algunas "vistas previas" con KDE y LXDE en variantes de 32 y 64 bits están vinculadas en la página de inicio. Con el lanzamiento de Debian-10 (Buster), Kanotix-Siverfire también se estabilizó.

### Cronograma de lanzamientos
| Versión | Fecha            | Nombre                           | Versión de Debian |
| ------- | ---------------- | -------------------------------- | ----------------- |
| 2020-   | since 2020-04-13 | Silverfire-Nightly Extra ISO     | 10.4 Buster       |
| 2019-   | since 2019-07-06 | Silverfire-Nightly-Build current | 10.0 Buster       |
| 2017-   | since 2017-11-04 | Steelfire-Nightly-Build-KDE      | 9.0 Stretch       |
| 2017-   | since 2017-08-27 | Steelfire-Nightly-Build-LXDE     | 9.0 Stretch       |
| 2015-   | since 2015-04-26 | Spitfire-Nightly Build           | 8.0 Jessie        |
| 2014-05 | 2014-05-11       | Spitfire LinuxTag 2014           | 8.0 Jessie        |
| 2014-05 | 2014-05-11       | Dragonfire LinuxTag 2014         | 7.0 Wheezy        |
| 2013-05 | 2013-05-22       | Dragonfire LinuxTag 2013         | 7.0 Wheezy        |
| 2013-03 | 2013-03-06       | Dragonfire CeBIT-Edition         | 7.0 Wheezy        |
| 2012-05 | 2012-05-23       | Dragonfire 2012-05               | 7.0 Wheezy        |
| 2012-05 | 2012-05-23       | Hellfire 2012-05                 | 6.0 Squeeze       |
| 2011-05 | 2011-05-11       | Hellfire 2011-05                 | 6.0 Squeeze       |
| 2011-03 | 2011-03-02       | Hellfire 2011-03                 | 6.0 Squeeze       |
| 2010    | 2010-06-08       | Excalibur                        | 5.0 Lenny         |
| 2009    | 2009-12-27       | Excalibur (Preview)              | 5.0 Lenny         |
| 2007    | 2007-12-31       | Thorhammer (RC7)                 | 4.0 Etch          |
| 2007    | 2007-09-15       | Thorhammer (RC6)                 | 4.0 Etch          |

| Versión | fecha      | Nombre            |
| ------- | ---------- | ----------------- |
| 01-2006 | 2006-10-02 | 2006-01 (RC4)     |
| 2006    | 2006-05-14 | 2006-VDR (RC6)    |
| 2006    | 2006-05-14 | 2006-Easter (RC4) |
| 2006    | 2006-03-11 | 2006-CeBit (RC3)  |
| 2005-04 | 2005-12-31 |                   |
| 2005-03 | 2005-06-06 |                   |
| 2005-02 | 2005-04-10 |                   |
| 2005-01 | 2005-02-12 |                   |
| 10-2004 | 2004-11-28 | Bug Hunter X      |
| 09-2004 | 2004-10-17 | Bug Hunter 09     |
| 08-2004 | 2004-09-20 | Bug Hunter 08     |
| 07-2004 | 2004-07-29 | Bug Hunter 07     |
| 06-2004 | 2004-07-01 | Bug Hunter 06     |
| 05-2004 | 2004-04-23 | Bug Hunter 05     |
| 04-2004 | 2004-03-19 | Bug Hunter 04     |
| 03-2004 | 2004-03-02 | Bug Hunter 03     |
| 02-2004 | 2004-02-07 | Bug Hunter 02     |
| 01-2004 | 2004-02-03 | Bug Hunter 01     |
| 01-2003 | 2003-12-24 | XMAS Preview      |